# Rue Saint-Denis (París)
La Rue Saint-Denis, situada en los distritos I y II, es una de las calles más antiguas de París, Francia. Su eje fue trazado en el siglo I por los romanos. Era la vía triunfal usada para las entradas de los reyes en la capital.

## Situación
Paralela al Boulevard de Sébastopol y a la Rue Saint-Martin, la calle forma parte del barrio de Saint-Germain l'Auxerrois del Distrito I en la parte comprendida entre la Avenue Victoria y la Rue de Rivoli, del barrio des Halles del mismo distrito en la parte comprendida entre la Rue de Rivoli y la Rue Étienne-Marcel y del barrio de Bonne-Nouvelle del Distrito II desde la Rue Étienne-Marcel hasta el Boulevard Saint-Denis.

## Origen del nombre
Esta vía recibe este nombre porque es la ruta que conduce directamente del Pont au Change a la ciudad de Saint-Denis, donde estaba situada la Basílica de Saint-Denis, lugar de sepultura de los reyes de Francia.

## Historia

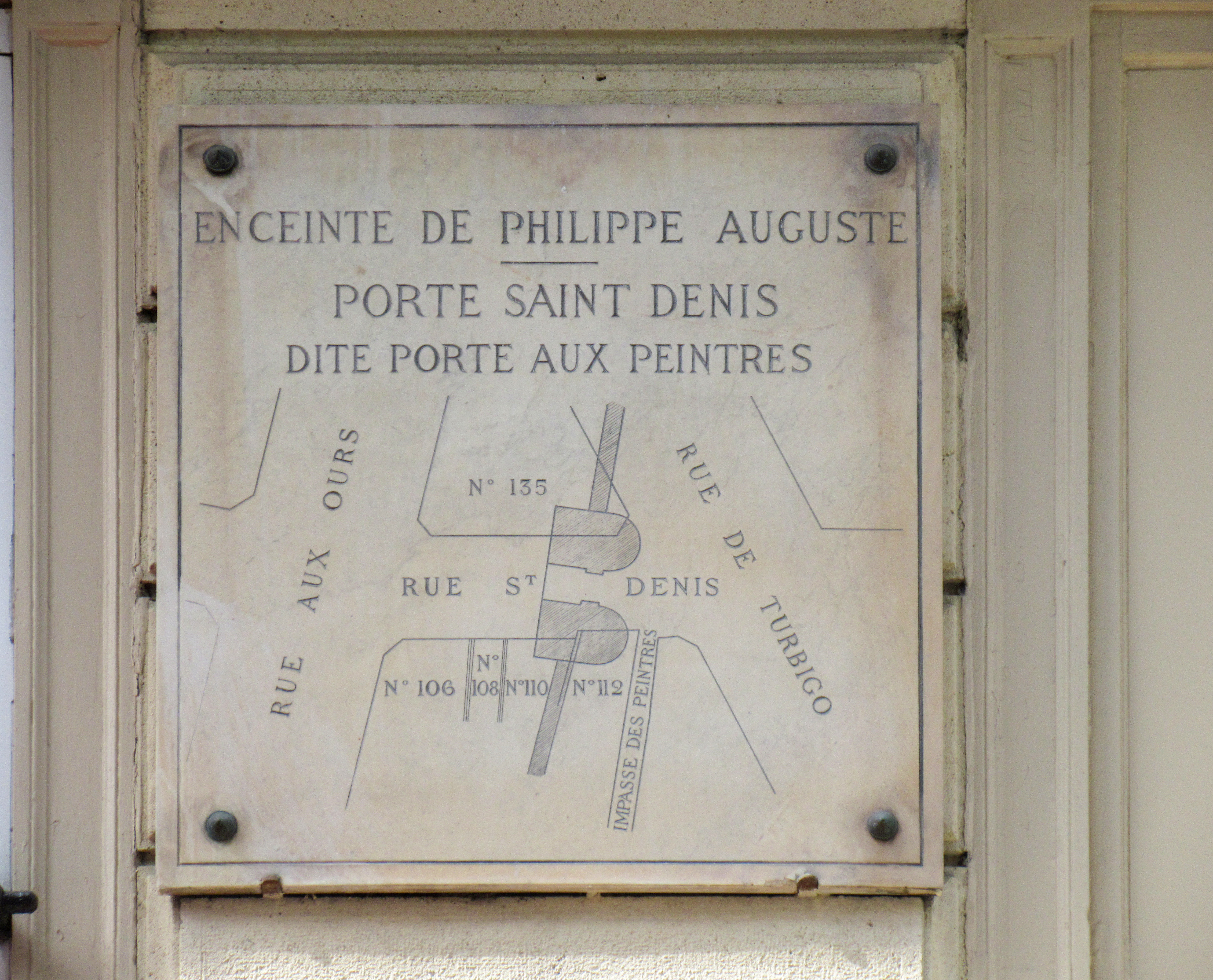
Antigua Puerta de Saint Denis, llamada porte aux Peintres, del muro de Felipe II Augusto.

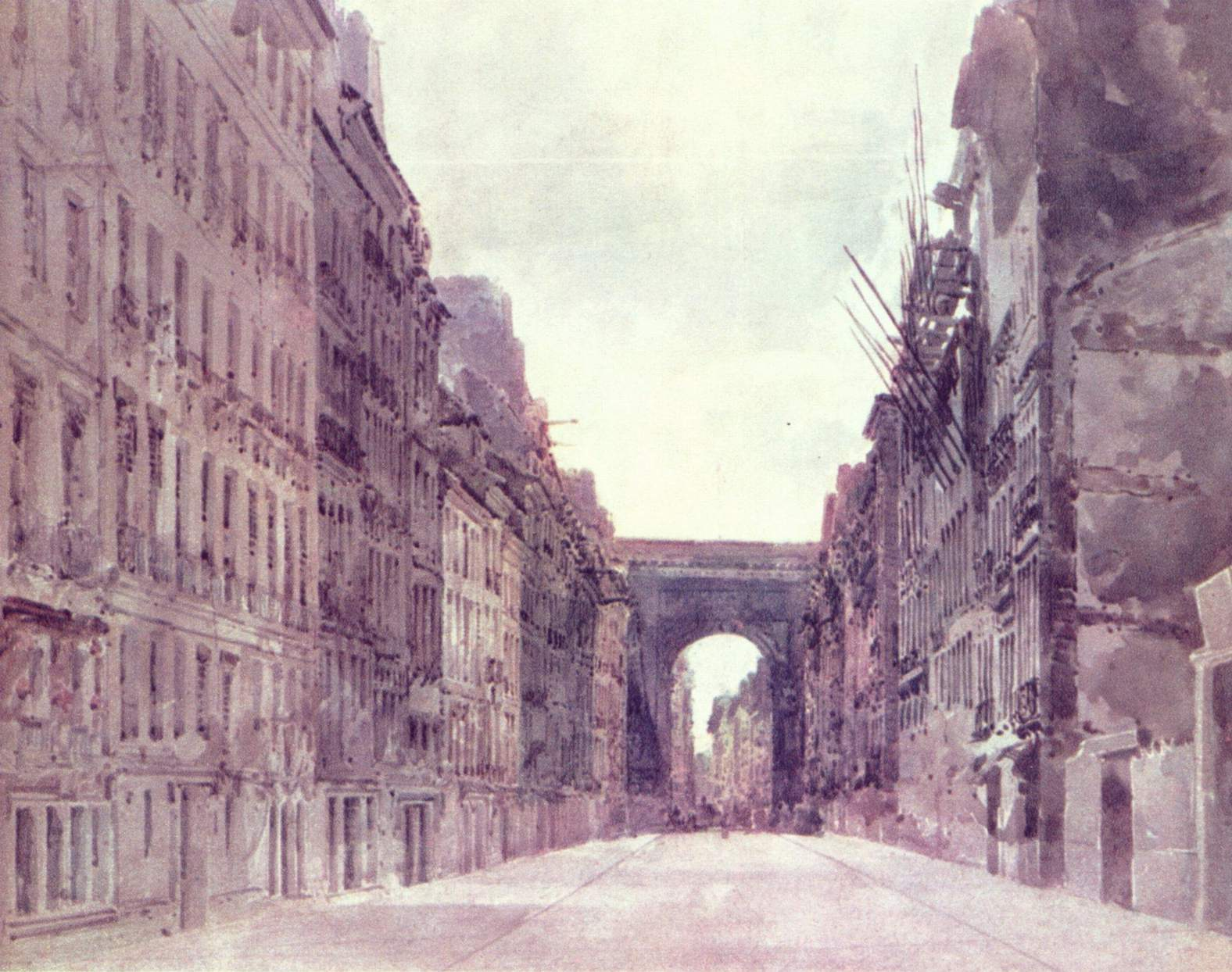
Rue Saint-Denis à Paris por Thomas Girtin, 1802.

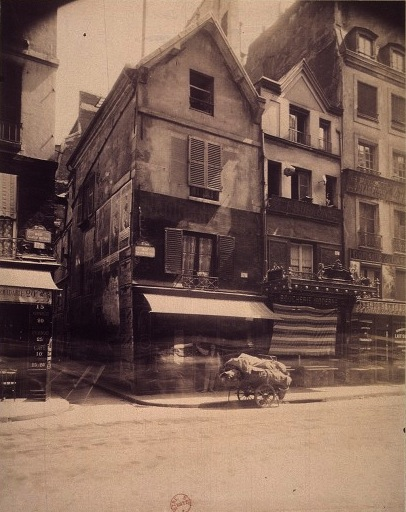
El 176 de la Rue Saint-Denis en junio de 1907.

Cuando los parisinos empezaron a salir de la Isla de la Cité hacia el norte, probablemente construyeron sus primeras casas junto a la calzada romana que conducía a la antigua Catolacus (actual Saint-Denis), llamada posteriormente en honor a san Dionisio porque este santo fue a predicar la fe cristiana en las Galias hacia el año 245 y fue enterrado allí.
Desde 1134, una calle con casas sustituyó el camino que terminaba en la Rue d'Avignon. Desde este lugar, se podía ver una puerta de la ciudad que formaba parte de la segunda muralla de París, construida sin duda tras el gran sitio de 885 por parte de los vikingos.
Hacia 1197, la Rue Saint-Denis empezaba en la puerta de la segunda muralla de la ciudad, un poco antes de la Rue Troussevache, y alcanzaba la Rue Mauconseil, donde se encontraba una puerta de la tercera muralla de París, el muro de Felipe II Augusto, cuya construcción empezó en 1188 por órdenes de Felipe Augusto.
El tramo de la calle entre la Place du Châtelet y la Rue de la Ferronnerie, es decir, el que estaba dentro de la segunda muralla de París, se llamaba en 1284 rue de la Sellerie-de-Paris; en 1293, rue de la Sellerie-de-la-Grand'rue; en 1310, Grand'rue de Paris; y en 1311, Grand'rue des Saints-Innocents porque conducía directamente a la iglesia de los Santos Inocentes. Posteriormente recibió los nombres de Grant chaussée de Monsieur, Grant chaussée de Monseigneur Saint-Denis, Grant chaussiée de Monsieur Saint-Denis, Grand'rue Saint-Denis y por último rue Saint-Denis. El nombre de Grant-Chaussiée-Monsieur-Denis y sus derivados se deben al peregrinaje a la tumba de san Dionisio construida en el siglo V por santa Genoveva.
Es citada en Le Dit des rues de Paris de Guillot de Paris con el nombre de Grant'rue en su parte meridional y el de rue Saint-Denis de la Rue des Lombards a la puerta del muro de Felipe II Augusto, que estaba enfrente del impasse des Peintres.
En 1418, esta vía pública estaba casi completamente urbanizada y se prolongaba desde la Rue Mauconseil hasta la Rue des Deux-Portes, donde se erigía una puerta de la cuarta muralla, la muralla de Carlos V, construida durante los reinados de Carlos V y Carlos VI. Como consecuencia de una nueva ampliación de París durante el reinado de Luis XIV, la Rue Saint-Denis fue urbanizada en su totalidad, tal y como está en la actualidad.
Al principio de las guerras de religión habitaba en esta calle un rico comerciante, Philippe de Gastine, que el parlamento condenó por haber hecho secretamente un templo protestante en su casa, que fue derribada y sustituida por un monumento expiatorio. Así se formó la Place Gastine. Pero el monumento, que consistía en una alta pirámide de piedra con un crucifijo dorado en la cima, una inscripción en letras de oro en el medio y versos latinos, fue trasladado pieza a pieza al Cementerio de los Santos Inocentes.
Debido a una nueva ampliación de París durante el reinado de Luis XIV, la calle pasó a englobar la Rue de la Sellerie, que la prolongaba fuera de París, llegando hasta la puerta monumental que se conserva de este reinado, y recibió el nombre de rue de la Sellerie-de-Paris. Era una calle de gala, por la cual los reyes y reinas hacían tradicionalmente su entrada solemne en París. Los conventos, complejos religiosos y hospitales eran numerosos, como el del Santo Sepulcro, Saint-Magloire, el claustro de Sainte-Opportune o los Santos Inocentes, pero esto no impidió que el comercio floreciera.
Durante la Revolución Francesa, se llamaba rue de Franciade.
Gracias al correo mantuvo su papel de vía esencial para los grandes viajes, ya que la única casa de postas de París estaba en la Rue Saint-Denis, en el Hôtel du Grand-Cerf. Por tanto, era a través de la Rue Saint-Denis por donde los numerosos viajeros que llegaban a París en los coches de correo descubrían la capital.
En 1817, la Rue Saint-Denis tenía una longitud de 1349 metros, empezaba en el 2 de la rue Pierre-à-Poisson y en el 3 de la place du Châtelet y terminaba en el 1 del boulevard Bonne-Nouvelle y en el 19 del boulevard Saint-Denis. El último número impar era el  395 y el último número par era el 408. Una decisión ministerial del 22 de pradial del año V (10 de junio de 1797), firmada por Bénézech, y una ordenanza real del 31 de enero de 1837, fijaron la mínima anchura de esta vía pública en 13 metros.
- Los números impares del 1 al 23 estaban en el barrio del Louvre del antiguo Distrito IV.[6]
- Los números impares del 25 al 145 estaban en el barrio des Marchés del antiguo Distrito IV.[7]
- Los números impares del 147 al 295 estaban en el barrio Montorgueil del antiguo Distrito V.[8]
- Los números impares del 297 al 393 estaban en el barrio Bonne-Nouvelle del antiguo Distrito V.[9]
- Los números pares del 2 al 4 estaban en el barrio del Louvre del antiguo Distrito IV.[6]
- Los números pares del 6 al 202 estaban en el barrio des Lombards del antiguo Distrito VI.[10]
- Los números pares del 204 al 402 estaban en el barrio de la Porte-Saint-Denis del antiguo Distrito VI.[11]

Durante las Tres Gloriosas, la vía fue escenario de enfrentamientos entre los insurgentes y el ejército real.
Era por la Rue Saint-Denis por donde entraban solemnemente en París los reyes y reinas de Francia. A su paso, todas las calles, hasta la Catedral de Notre Dame, estaban adornadas con tejidos de seda y sábanas, mientras que chorros de agua aromatizada perfumaban la atmósfera. Corrían de todas las fuentes vino, hipocrás y leche. Los delegados de los seis cuerpos de comerciantes llevaban el dosel real, y a continuación los cuerpos de oficios representaban con su vestuario los siete pecados mortales, las siete virtudes y la muerte, el purgatorio, el infierno y el paraíso. Se construían teatros a intervalos, y en ellos se representaban escenas provenientes del Antiguo y del Nuevo Testamento. En los interludios se escuchaban coros de música.

### Prostitución
La parte situada entre el Boulevard Saint-Denis y la Rue Réaumur (y antiguamente hasta los Halles y el Cementerio de los Santos Inocentes), ha sido durante mucho tiempo uno de los lugares con mayor presencia de prostitución de París, pero la evolución del sector, el desarrollo del escorting por internet y las diversas acciones públicas han reducido considerablemente la presencia actual de prostitución en esta zona y modificado sus características (por ejemplo, una mayor presencia de prostitutas inmigrantes, como las chinas). Aunque todavía hay algunas sex shops, actualmente en la calle se encuentran sobre todo tiendas de ropa (particularmente en el barrio del Sentier, especializado en el comercio de textiles al por mayor), así como bares, restaurantes, estudios de tatuajes…

## Lugares de interés

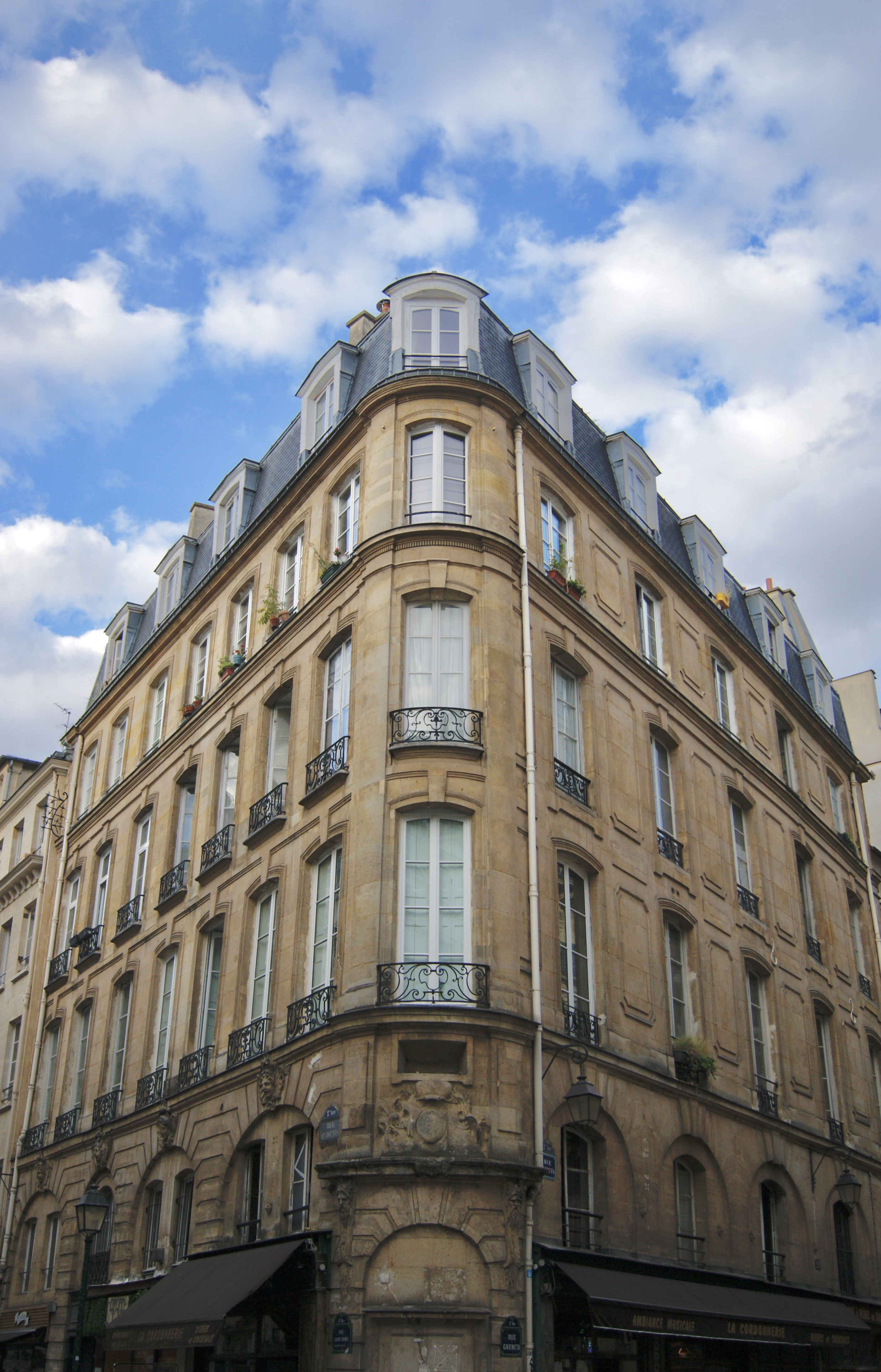
Fachada del número 142, en la esquina de la Rue Greneta, que tiene en su esquina la fuente de la Reina.

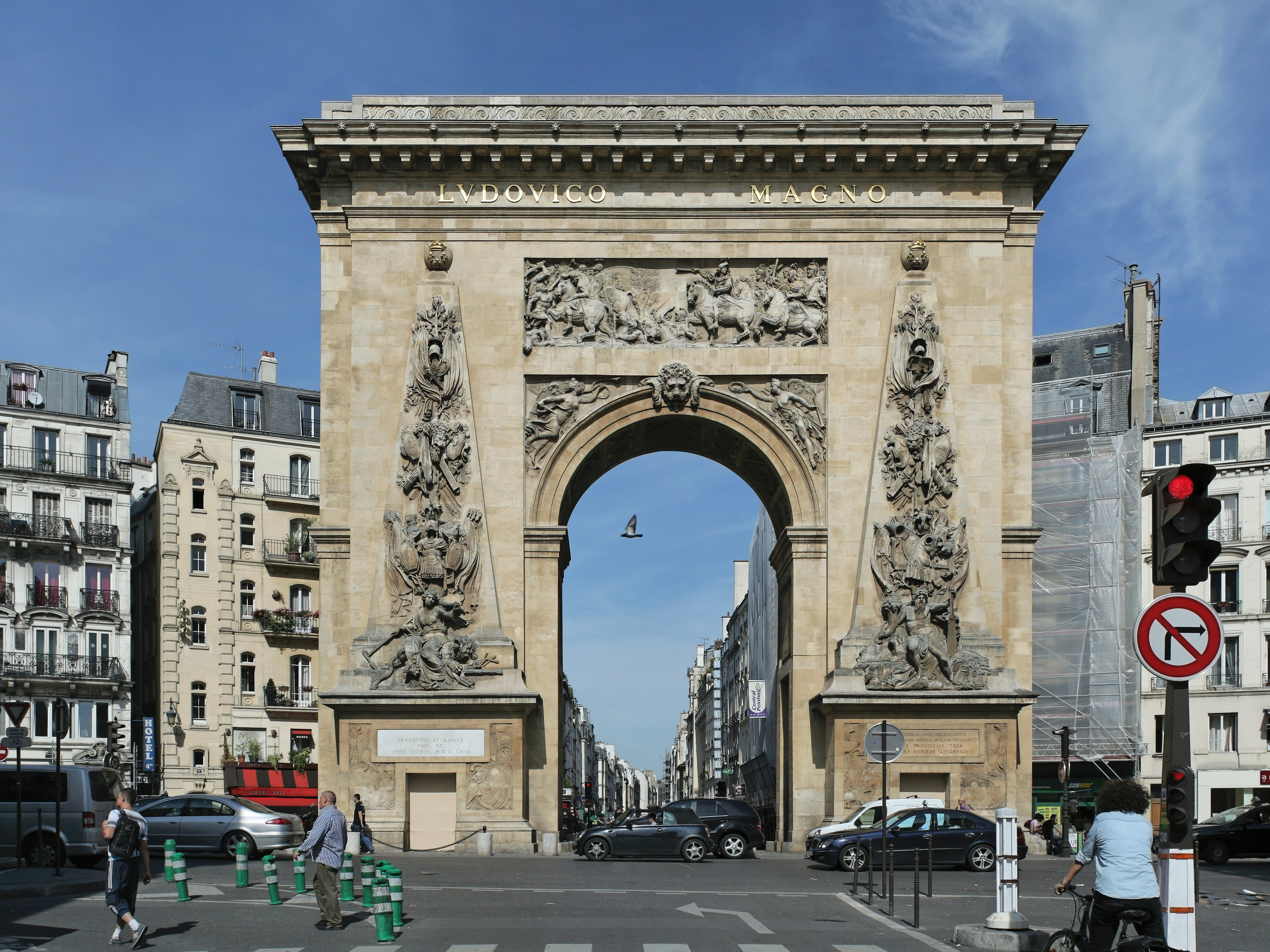
La Puerta de Saint Denis.

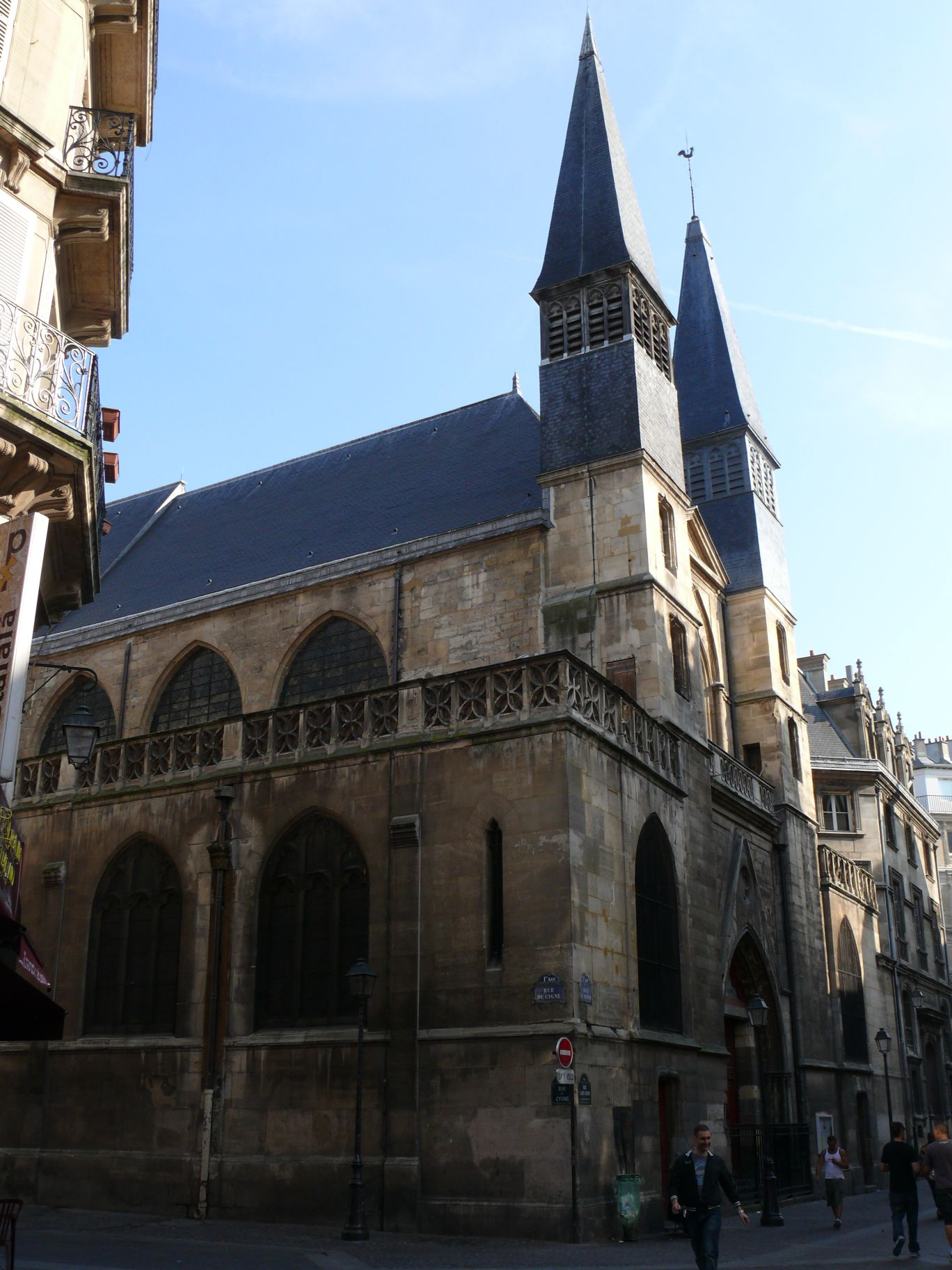
La iglesia de Saint-Leu-Saint-Gilles.

- En la esquina del número 20 de la calle y el 33 bis de la Rue des Lombards se situaba el hôpital Sainte-Catherine.
- N.º 43-45 (entre la Rue des Innocents y la Rue Berger): emplazamiento de la iglesia de los Santos Inocentes, del Monasterio de los Santos Inocentes y del Cementerio de los Santos Inocentes.
- N.º 60 (esquina de la Rue de la Cossonnerie): emplazamiento de la iglesia del Santo Sepulcro y restos de la Cour Batave, conjunto de inmuebles construidos para especuladores holandeses por Jean-Nicolas Sobre y Célestin-Joseph Happe en 1790.
- N.º 65 ? (esquina de la Rue Étienne-Marcel): bajorrelieve.
- N.º 82: emplazamiento de la Abadía Saint-Magloire desde en torno a 1150 hasta 1572
- N.º 88: el antiguo sex shop se convirtió en el primer «hotel del amor» de París.[14]
- N.º 92: Iglesia de Saint-Leu-Saint-Gilles
- N.º 133 y rue Mauconseil: emplazamiento del Hospicio de Saint-Jacques-de-l'Hôpital.
- N.º 110-112-135: emplazamiento de la Puerta de Saint Denis, también llamada Porte aux Peintres (literalmente, «Puerta de los Pintores»), del muro de Felipe II Augusto, actualmente destruida.
- N.º 142 (esquina de la Rue Greneta): casa construida en 1732 por Jacques-Richard Cochois para Claude Aubry. Tiene adosada en su esquina la fuente Greneta, reconstruida en la misma época que la casa, pero que se remonta al menos al 1502.
- N.º 142-164 y Rue Greneta 28: antiguo Hospital de la Trinidad, fundado en el siglo XII con el nombre de hôpital de la Croix-de-la-Reine para albergar a los viajeros que llegaban tras el cierre de las puertas del muro de Felipe II Augusto.[15][16]
- N.º 146: emplazamiento de la Cour des Bleus, abierta en 1817 a través del Hospital de la Trinidad, que empezaba en el 15 de la Rue de Palestro.
- Esquina al este de la Rue Saint-Denis y al norte de la Rue Greneta: fuente de la Reina.
- N.º 151 (antiguo 243): Léon Blum nació aquí.
- N.º 164-176: emplazamiento del cementerio de la Trinidad.
- N.º 183: emplazamiento de la iglesia de Saint-Sauveur.
- N.º 224-226: casa de las damas de Saint-Chaumont (convento de las hijas de la unión cristiana), establecida en 1685 en un hôtel de Saint-Chaumond del cual no se conserva nada pero que ha dejado su nombre a la comunidad. Las religiosas encargaron a Jacques Hardouin-Mansart de Sagonne, nieto de Jules Hardouin-Mansart, que construyera entre 1734 y 1735 en su jardín un edificio para las damas de la alta sociedad que querían retirarse del mundo, que ha sido conservado hasta nuestros días. Se trata de un edificio de calidad excepcional, ornamentado decorado por el gran decorador rococó Nicolas Pineau, que testimonia influencias del arquitecto italiano Francesco Borromini sobre la arquitectura rococó parisina de la primera mitad del siglo XVIII. Es el único testimonio conservado de los grandes establecimientos piadosos o caritativos construidos a lo largo de la Rue Saint-Denis. La entrada se encontraba originalmente del lado de la Rue Saint-Denis y un jardín se extendía entre la residencia y el inmueble haussmanniano del 131 del Boulevard de Sébastopol. En la esquina de la Rue de Tracy se encontraba la iglesia del convento, construida en 1782 por Pierre Convers en el estilo antiguo, actualmente destruida.
- N.º 257: tienda de juguetes de Alexandre Nicolas Théroude, fabricante de juguetes y autómatas.
- N.º 266: emplazamiento de la iglesia de la Trinidad.[15]
- Al final de la Rue Saint-Denis, en el cruce con los Grandes Bulevares, se encuentra la Puerta de Saint Denis.